# Kvalifikace na Mistrovství světa ve fotbale 1966
V kvalifikaci na Mistrovství světa ve fotbale 1966 se národní týmy ze šesti fotbalových konfederací ucházely o 14 postupových míst na závěrečný turnaj. Pořadatelská Anglie spolu s obhájcem titulu - Brazílií měli účast na závěrečném turnaji jistou. Kvalifikace se účastnilo 74 zemí.
| Region                                        | Počet místenek na finálovém turnaji pro tento region | Počet účastníků kvalifikace v tomto regionu |
| --------------------------------------------- | ---------------------------------------------------- | ------------------------------------------- |
| Afrika (CAF), Asie (AFC) a Oceánie (OFC)      | 1                                                    | 18                                          |
| Evropa (UEFA)                                 | 10 (včetně pořadatelské Anglie)                      | 32                                          |
| Jižní Amerika (CONMEBOL)                      | 4 (včetně Brazílie)                                  | 9                                           |
| Severní, Střední Amerika a Karibik (CONCACAF) | 1                                                    | 10                                          |

## Kvalifikační skupiny
Celkem 51 týmů sehrálo alespoň jeden kvalifikační zápas. Sehráno jich bylo 127 a padlo v nich 393 branek (tj. 3,09 na zápas).

### Afrika (CAF), Asie (AFC) a Oceánie (OFC)
(18 týmů bojujících o 1 místenku)
Společné kvalifikace Afriky, Asie a Oceánie se mělo zúčastnit 18 týmů. Avšak všech 15 afrických týmů se vzdalo účasti na protest proti tomu, že nemá Afrika alokováno alespoň jedno přímé místo na MS. Původně bylo plánováno, že bude v první fázi africké zóny 15 týmů rozlosováno do 6 skupin po třech, resp. dvou týmech. Vítězové skupin se následně měli utkat systémem doma a venku o postup do finálové fáze. V asijské a oceánské části se nejprve měla čtveřice týmů utkat v jedné skupině, jejíž vítěz měl postoupit do finálové fáze, kde se měl přidat ke třem africkým týmům. Vítěz finálové fáze měl postoupit na MS.

### Evropa (UEFA)
(32 týmů bojujících o 9 místenek)
Evropské kvalifikace se zúčastnilo 32 týmů rozlosovaných do devíti skupin po třech, resp. čtyřech týmech. Ve skupinách se utkal každý s každým dvoukolově doma a venku. Vítězové skupin postoupili na MS.

### Jižní Amerika (CONMEBOL)
(9 týmů bojujících o 3 místenky)
Všech 9 účastníků jihoamerické zóny bylo rozlosováno do třech skupin po třech týmech. Ve skupinách se utkal každý s každým dvoukolově doma a venku. Vítězové skupin postoupili na MS.

### Severní, Střední Amerika a Karibik (CONCACAF)
(10 týmů bojujících o 1 místenku)
Po vyloučení jednoho týmu bylo zbylých 9 účastníků rozlosováno do třech skupin po třech. Ve skupinách se utkal každý s každým dvoukolově doma a venku. Vítězové skupin postoupili do druhé fáze, kde se utkali znovu systémem každý s každým dvoukolově doma a venku. Vítěz skupiny postoupil na MS.